# Conor Townsend
Conor Townsend (* 8. Oktober 1993 in Hull) ist ein englischer Fußballspieler, der bei Ipswich Town spielt.

## Karriere

### Verein
Conor Townsend wurde 1993 in Kingston upon Hull im Nordosten von England geboren. Dort begann er, in der Jugend von Hull City mit seiner Fußballkarriere. Für die Saison 2011/12 wurde Townsend in den Profikader der Tigers berufen, die zu diesem Zeitpunkt zweitklassig waren. Der in der Abwehr zum Einsatz kommende Townsend wurde jedoch noch vor Beginn der Spielzeit an Grimsby Town in die Conference National verliehen. Eine Saison später spielte er auf Leihbasis beim Viertligisten FC Chesterfield, gefolgt von einer weiteren Leihe zu Carlisle United in die 3. englische Liga. Im Juli 2014 verlieh ihn sein Heimatverein, für den er bis dahin ohne jeglichen Profieinsatz blieb, zum schottischen Erstligisten Dundee United verliehen. Er debütierte für United unter Teammanager Jackie McNamara am 1. Spieltag der neuen Premiership-Saison 2014/15.
Nach sechs Jahren beim Verein West Bromwich Albion wechselte Townsend am 1. August 2024 zum Erstliga-Aufsteiger Ipswich Town und unterzeichnete dort eine Zweijahresvertrag.